# Maizières-la-Grande-Paroisse
Pour les articles homonymes, voir Maizières et Paroisse (communes).
Maizières-la-Grande-Paroisse est une commune française, située dans le département de l'Aube en région Grand Est.
Les habitants sont appelés les Maiziéronnes et les Maiziérons.

## Géographie
| Saint-Just-Sauvage Marne |                              | Clesles Marne |
|                          | Maizières-la-Grande-Paroisse | Châtres       |
| Pars-lès-Romilly         | Origny-le-Sec                |               |

### Situation
Maizières La Grande Paroisse est située sur rive gauche de la Seine. Le village se trouve à 35 km de Troyes, préfecture de l'Aube, et à 130 km de Paris. Son territoire s'étend sur 2046 hectares.

### Topographie et géologie
Son altitude moyenne est de 79 m.

### Morphologie urbaine
Le village a une longueur de 4,2 km. La RD 619 traverse le village ainsi que la ligne de chemin de fer Paris - Bâle.

### Hydrographie

#### Réseau hydrographique
La commune est dans la région hydrographique « la Seine de sa source au confluent de l'Oise (exclu) » au sein du bassin Seine-Normandie. Elle est drainée par la Seine, le ruisseau des Moulins de Poussey, un bras de la Noue de Ferloup, un bras des Moulins de Poussey, le cours d'eau 01 des Menus Prés et le Fossé 03 des Epinettes,.
La Seine, un fleuve long de 775 km, coule dans le Bassin parisien et notamment dans le département de l’Aube en le traversant du sud-est au nord-ouest. Elle longe la commune sur son flanc nord.
Le ruisseau des Moulins de Poussey, d'une longueur de 10 km, prend sa source dans la commune de Mesgrigny et se jette  dans la Seine sur la commune, après avoir traversé quatre communes.

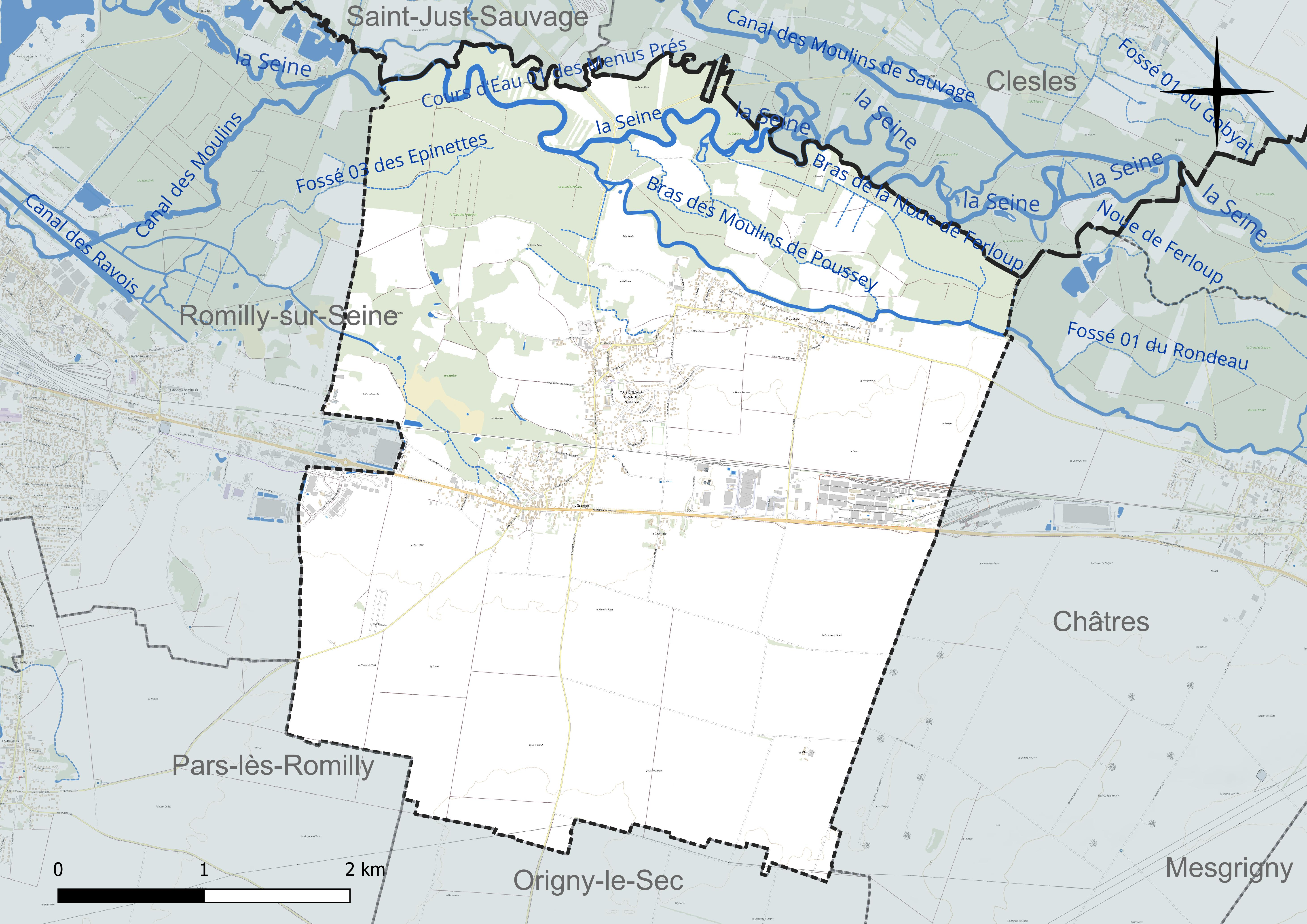
Réseau hydrographique de Maizières-la-Grande-Paroisse.

#### Gestion et qualité des eaux
Le territoire communal est couvert par le schéma d'aménagement et de gestion des eaux (SAGE) « Bassée Voulzie ». Ce document de planification concerne le territoire du bassin versant de l'Armançon qui s’étend sur 1 710 km2 et se répartit sur trois départements (l'Aube, l'Yonne et la Marne). Le périmètre a été arrêté le 2 septembre 2016, le diagnostic a été validé le 29 novembre 2022. La structure porteuse de l'élaboration et de la mise en œuvre est le Syndicat mixte ouvert de l’eau potable, de l’assainissement collectif, de l’assainissement non collectif, des milieux aquatiques et de la démoustication (SDDEA), dont le siège est à Troyes.
La qualité des cours d’eau peut être consultée sur un site dédié géré par les agences de l’eau et l’Agence française pour la biodiversité.

### Climat
Pour des articles plus généraux, voir Climat du Grand Est et Climat de l'Aube.
En 2010, le climat de la commune est de type climat océanique dégradé des plaines du Centre et du Nord, selon une étude du Centre national de la recherche scientifique s'appuyant sur une série de données couvrant la période 1971-2000. En 2020, Météo-France publie une typologie des climats de la France métropolitaine dans laquelle la commune est exposée à un climat océanique altéré et est dans la région climatique Nord-est du bassin Parisien, caractérisée par un ensoleillement médiocre, une pluviométrie moyenne régulièrement répartie au cours de l’année et un hiver froid (3 °C).
Pour la période 1971-2000, la température annuelle moyenne est de 10,7 °C, avec une amplitude thermique annuelle de 15,9 °C. Le cumul annuel moyen de précipitations est de 663 mm, avec 11,4 jours de précipitations en janvier et 7,3 jours en juillet. Pour la période 1991-2020, la température moyenne annuelle observée sur la station météorologique de Météo-France la plus proche, « Romilly », sur la commune de Romilly-sur-Seine à 5 km à vol d'oiseau, est de 11,2 °C et le cumul annuel moyen de précipitations est de 619,5 mm. 
La température maximale relevée sur cette station est de 42,3 °C, atteinte le 25 juillet 2019 ; la température minimale est de −25,2 °C, atteinte le 6 janvier 1971,,.
Les paramètres climatiques de la commune ont été estimés pour le milieu du siècle (2041-2070) selon différents scénarios d'émission de gaz à effet de serre à partir des nouvelles projections climatiques de référence DRIAS-2020. Ils sont consultables sur un site dédié publié par Météo-France en novembre 2022.

## Urbanisme

### Typologie
Au 1er janvier 2024, Maizières-la-Grande-Paroisse est catégorisée bourg rural, selon la nouvelle grille communale de densité à 7 niveaux définie par l'Insee en 2022.
Elle appartient à l'unité urbaine de Romilly-sur-Seine, une agglomération intra-départementale dont elle est une commune de la banlieue,. Par ailleurs la commune fait partie de l'aire d'attraction de Romilly-sur-Seine, dont elle est une commune de la couronne,. Cette aire, qui regroupe 26 communes, est catégorisée dans les aires de moins de 50 000 habitants,.

### Occupation des sols
L'occupation des sols de la commune, telle qu'elle ressort de la base de données européenne d’occupation biophysique des sols Corine Land Cover (CLC), est marquée par l'importance des territoires agricoles (64,1 % en 2018), une proportion sensiblement équivalente à celle de 1990 (64,8 %). La répartition détaillée en 2018 est la suivante : 
terres arables (58,9 %), forêts (21,9 %), zones urbanisées (7,5 %), zones agricoles hétérogènes (5,3 %), zones industrielles ou commerciales et réseaux de communication (4,6 %), milieux à végétation arbustive et/ou herbacée (1,9 %). L'évolution de l’occupation des sols de la commune et de ses infrastructures peut être observée sur les différentes représentations cartographiques du territoire : la carte de Cassini (XVIIIe siècle), la carte d'état-major (1820-1866) et les cartes ou photos aériennes de l'IGN pour la période actuelle (1950 à aujourd'hui).

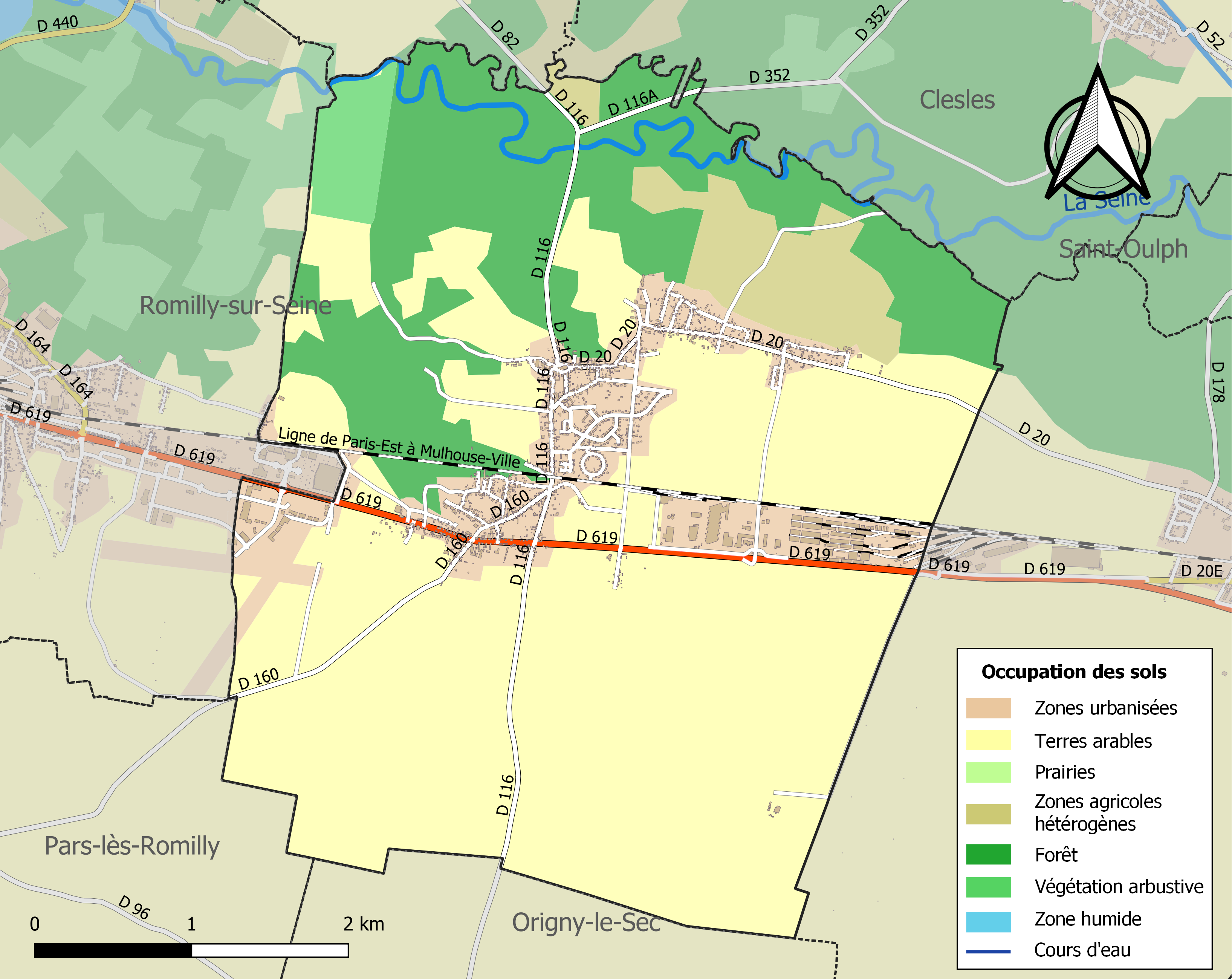
Carte des infrastructures et de l'occupation des sols de la commune en 2018 (CLC).

## Histoire
Maizières, viendrait de mazerlae qui signifie pauvres cabanes. Ce nom a pu être donné aux chaumières des manants bâties à quelque distance de la demeure seigneuriale de Poussey. Mais le véritable sens à donner à ce mot serait plutôt murailles, clôture, comme en témoignent plusieurs acceptions.
Le village ayant eu de bonne heure un château féodal, il est à présumer que ce dernier était entouré de clôtures ou de fossés défensifs d'où le nom de Maizières.
En 1608, on disait Maizières-sur-Seine, puis devint Maizières-la-Grande-Paroisse. L'appellation Grande Paroisse souligne peut-être à la fois l'étendue du village et le nombre de « communiants » qui y habitaient.
Au sud-ouest de Maizières se trouve le hameau des Granges. Cette appellation proviendrait des constructions rurales destinées à recevoir les dîmes payées autrefois en nature au prieur de Saint-Georges, à l'abbesse du Paraclet et autres bénéficiaires de terres ecclésiastiques possédées sur le territoire de Maizières, comme l'abbaye de Vauluisant, la fabrique de La Madeleine de Troyes, etc.
Le mot Grange signifie : « en particulier, dépendance des monastères », (selon le dictionnaire Godefroy de l'ancienne langue française et de tous ses dialectes du IXe au XVe siècle).
À l'opposé, c'est au nord-est de Maizières que se trouve le hameau de Poussey. Le nom de « Poussey » serait d'origine celtique. Il viendrait de Pouilly, de Paull - mare - terrain bas et aquatique, pauwl, pull, marais ; poël, mare, étang, d'où Pouan, Pougey, et Poucey. De fait, la contrée de Poussey est assez marécageuse.
Le territoire de Maizières-la-Grande-Paroisse ne renferme pas de souvenirs antéhistoriques tels que monuments druidiques, cavernes, etc. Pourtant Maizières, situé dans une vallée fertile a dû offrir dans les temps les plus reculés un endroit favorable pour un séjour prolongé aux premiers hommes. Ainsi s'expliquerait sur ce territoire la présence de divers objets d'origine assez ancienne.
En 1850 a été trouvé un plat en argent d'environ 20 centimètres de diamètre, d'époque romaine, et un vase antique, intact, en terre cuite noire, de fabrication essentiellement romaine, datant du IIe siècle, au lieu-dit "le Pot de Banselin".
En 1878 dans la vallée de la Seine fut trouvée une belle hache en pierre polie silex.
En 1895 fut découverte une flèche ancienne enfouie dans une tombe. Des morceaux d'autres vases, des débris de tuiles romaines, d'amphores et quelques pièces de monnaie romaine très anciennes en bronze ont été trouvés dans la partie du territoire appelée Lechère et Pot Banselin.
En 1908, à 150 mètres environ de l'emplacement de l'ancien château, sont découverts des squelettes d'hommes, le tout recouvert de 60 cm de terre à peine. Les corps avaient été jetés dans la fosse sans précaution, comme avec précipitation, car une des têtes se trouvait entre les jambes, même près des pieds.

### Poussey

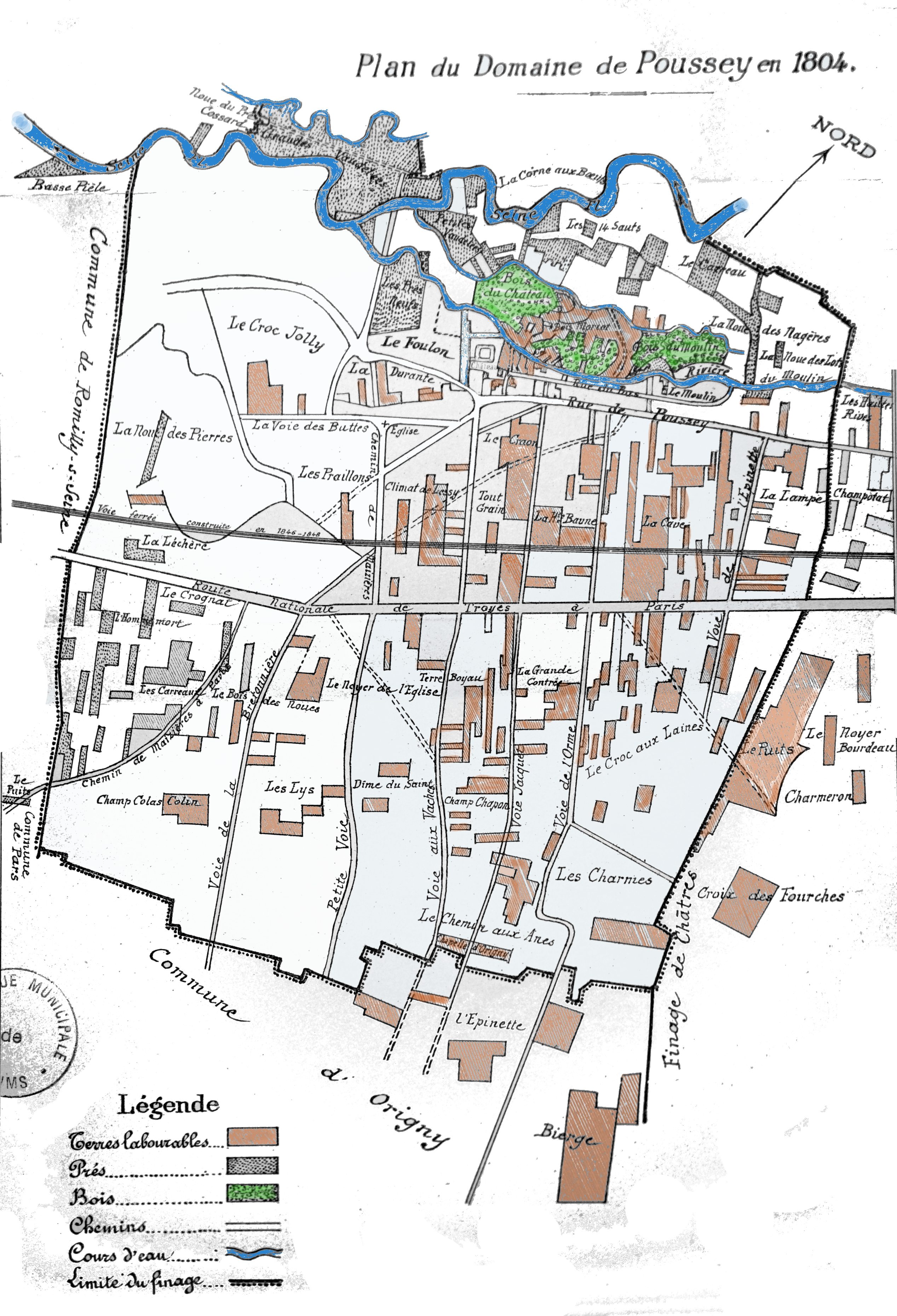
Poussey en 1804.

C'était un finage qui formait une baronnie de l'évêque de Troyes.

### Les Granges
Ancien finage qui avait sa chapelle fondée en 1356 par Humbert Etienne des Granges et se trouve attestée jusqu'en 1728. Au XIIIe siècle, la seigneurie relevait soit de la châtellenie de Pont-sur-Seine soit de celle de Nogent-sur-Seine, au XVIe, elle relevait de Méry. En 1740 est institué une poste aux chevaux sur la nouvelle route de Nogent à Troyes.

## Politique et administration
En 1789, le village relevait de l'intendance et de la généralité de Châlons, de l'élection de Troyes et du bailliage secondaire de Méry. 
| Période                                  | Période  | Identité                                   | Étiquette    | Qualité            |
| ---------------------------------------- | -------- | ------------------------------------------ | ------------ | ------------------ |
| 1945                                     | 1963     | Maurice Renault                            |              |                    |
| 1963                                     | 1971     | Albert Benoist                             |              |                    |
| 1971                                     | 1995     | Michel Boursier                            |              |                    |
| 1995                                     | 2008     | Jean Botella                               | DVD puis UMP | Conseiller général |
| mars 2008                                | en cours | Michel Lamy Réélu pour le mandat 2020-2026 | UMP-LR       | Agriculteur        |
| Les données manquantes sont à compléter. |          |                                            |              |                    |

## Démographie

### Évolution démographique
L'évolution du nombre d'habitants est connue à travers les recensements de la population effectués dans la commune depuis 1793. Pour les communes de moins de 10 000 habitants, une enquête de recensement portant sur toute la population est réalisée tous les cinq ans, les populations de référence des années intermédiaires étant quant à elles estimées par interpolation ou extrapolation. Pour la commune, le premier recensement exhaustif entrant dans le cadre du nouveau dispositif a été réalisé en 2007.

En 2022, la commune comptait 1 521 habitants, en évolution de +1,2 % par rapport à 2016 (Aube : +0,7 %, France hors Mayotte : +2,11 %).
| 1793  | 1800  | 1806  | 1821  | 1831  | 1836  | 1841  | 1846  | 1851  |
| ----- | ----- | ----- | ----- | ----- | ----- | ----- | ----- | ----- |
| 1 092 | 1 116 | 1 197 | 1 183 | 1 382 | 1 454 | 1 532 | 1 620 | 1 542 |

| 1856  | 1861  | 1866  | 1872  | 1876  | 1881  | 1886  | 1891  | 1896  |
| ----- | ----- | ----- | ----- | ----- | ----- | ----- | ----- | ----- |
| 1 494 | 1 520 | 1 538 | 1 013 | 1 436 | 1 408 | 1 415 | 1 378 | 1 332 |

| 1901  | 1906  | 1911  | 1921  | 1926  | 1931  | 1936  | 1946  | 1954  |
| ----- | ----- | ----- | ----- | ----- | ----- | ----- | ----- | ----- |
| 1 233 | 1 223 | 1 242 | 1 332 | 1 480 | 1 767 | 1 570 | 1 202 | 2 077 |

| 1962  | 1968  | 1975  | 1982  | 1990  | 1999  | 2006  | 2007  | 2012  |
| ----- | ----- | ----- | ----- | ----- | ----- | ----- | ----- | ----- |
| 1 517 | 1 446 | 1 367 | 1 481 | 1 521 | 1 491 | 1 418 | 1 404 | 1 520 |

| 2017  | 2022  | - | - | - | - | - | - | - |
| ----- | ----- | - | - | - | - | - | - | - |
| 1 492 | 1 521 | - | - | - | - | - | - | - |

### Pyramide des âges
En 2021, le taux de personnes d'un âge inférieur à 30 ans s'élève à 30,5 %, soit en dessous de la moyenne départementale (35,0 %). À l'inverse, le taux de personnes d'âge supérieur à 60 ans est de 34,7 % la même année, alors qu'il est de 28,2 % au niveau départemental.
En 2021, la commune comptait 751 hommes pour 762 femmes, soit un taux de 50,36 % de femmes, légèrement inférieur au taux départemental (51,30 %).
Les pyramides des âges de la commune et du département s'établissent comme suit :
| Hommes | Classe d’âge | Femmes |
| ------ | ------------ | ------ |
| 0,7    | 90 ou +      | 1,8    |
| 8,1    | 75-89 ans    | 10,8   |
| 23,6   | 60-74 ans    | 24,3   |
| 20,2   | 45-59 ans    | 19,3   |
| 15,6   | 30-44 ans    | 14,5   |
| 18,0   | 15-29 ans    | 13,8   |
| 13,8   | 0-14 ans     | 15,4   |

| Hommes | Classe d’âge | Femmes |
| ------ | ------------ | ------ |
| 0,8    | 90 ou +      | 2,1    |
| 7,4    | 75-89 ans    | 10,2   |
| 17,4   | 60-74 ans    | 18,4   |
| 19,4   | 45-59 ans    | 19     |
| 17,8   | 30-44 ans    | 17,3   |
| 18,3   | 15-29 ans    | 15,9   |
| 19     | 0-14 ans     | 17,1   |

## Lieux et monuments
- Le château de Poussey,
- l'église Saint Denis. Celle-ci est de style roman. Elle formait une paroisse qui relevait de l'abbaye Saint-Quentin de Beauvais et du doyenné de Marigny. Bâtie sur un plan de croix latine, elle est du XIIe siècle et du XVIe ;  sont abside à cinq pans est voutée. La nef a cinq travées et la base de la tour est du XIIe. Elle possède une chapelle à Saint-Jean le Baptiste et une autre à Saint-Jean l'Évangéliste[20].

## Personnalités liées à la commune
- Achille Cléophas Flaubert (1784 - 1846), médecin et père d'Achille Flaubert et de Gustave Flaubert, né à Maizières-la-Grande-Paroisse.
- Jean-Baptiste Charonnat (1834-1911), homme politique, député de l'Aube de 1887 à 1889 et de 1893 à 1910.
- Charles Morelle (1915-1945), résistant, membre du Réseau Comète.

### Héraldique, logotype et devise
| Blason de Maizières-la-Grande-Paroisse | Blason  | Écartelé : au 1er de gueules à la grange d’or, au 2e d’azur au lion d’or, au 3e d’azur à trois étoiles d’or ordonnées en chevron couché, au 4e de gueules à la roue dentée d’argent remplie en écartelé de gueules et de sinople. |
| Blason de Maizières-la-Grande-Paroisse | Détails | La partie supérieure gauche représente l’origine du nom Maizières qui vient du mot mazeriæ qui signifie « pauvres cabanes ». La partie inférieure gauche représente la commune de Maizières qui fut constituée par la réunion de Maizières, Poussey et les Granges. La partie supérieure droite représente les armoiries de la famille de Mesgrigny qui posséda la baronnie de Poussey. La partie inférieure droite représente Maizières aujourd’hui à l’époque de l’industrialisation. Le statut officiel du blason reste à déterminer. |